# Štadión Čadca
Štadión Čadca – wielofunkcyjny stadion w Czadcy, na Słowacji. Obiekt może pomieścić 10 000 widzów. Swoje spotkania rozgrywają na nim piłkarze klubu FK Čadca.